# Rondoy

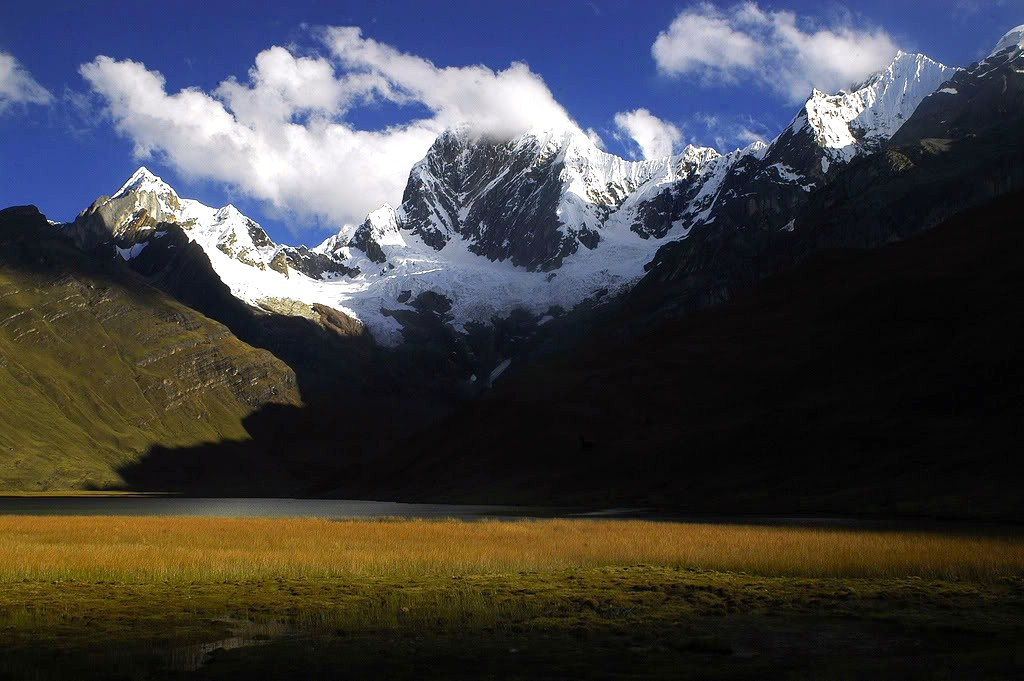
Montanhas Jirishanca e Rondoy

Rondoy é um pico da Cordilheira dos Andes localizado no Peru, possui 5 870 metros de altitude.